# Dekanat Opieki Matki Bożej (eparchia moskiewska miejska)
Dekanat Opieki Matki Bożej (ros. Покровское благочиние) – jeden z dekanatów eparchii moskiewskiej miejskiej Rosyjskiego Kościoła Prawosławnego. Jego granice pokrywają się z granicami rejonu tagańskiego Moskwy.

## Cerkwie w dekanacie[2]
- Cerkiew św. Mikołaja
- Dwór Kruticki z soborem Zaśnięcia Matki Bożej oraz cerkwią Odnowienia Świątyni Zmartwychwstania Pańskiego w Jerozolimie
- Cerkiew Wszystkich Świętych
- Cerkiew św. Nikity
- Cerkiew Świętych Piotra i Pawła
- Cerkiew św. Sergiusza z Radoneża
- Cerkiew św. Marcina Wyznawcy
- Cerkiew Jerozolimskiej Ikony Matki Bożej
- Cerkiew Ikony Matki Bożej „Wszystkich Strapionych Radość” na Cmentarzu Kalitnikowskim
- Cerkiew św. Eliasza
- Cerkiew św. Aleksego Metropolity Moskiewskiego
- Cerkiew św. Mikołaja
- Cerkiew Opieki Matki Bożej
- Cerkiew św. Bazylego Wyznawcy
- Cerkiew św. Symeona Słupnika
- Cerkiew Narodzenia Matki Bożej
- Cerkiew Czterdziestu Męczenników z Sebasty
- Cerkiew Trójcy Świętej
  - Cerkiew Ścięcia Głowy św. Jana Chrzciciela na dzwonnicy
- Cerkiew Zaśnięcia Matki Bożej
- Cerkiew św. Mikołaja
- Cerkiew św. Piotra, metropolity krutickiego – szkolna, przy prawosławnym gimnazjum
- Sobór Obrazu Chrystusa Nie Ludzką Ręką Uczynionego – metochion patriarszy, część kompleksu dawnego Monasteru Spaso-Andronikowskiego